# Ruská Volová
Ruská Volová, russinisch Руська Волова/Ruska Wolowa (ungarisch Barkócháza – bis 1907 sowie 1939–1945 Oroszvolova) ist eine Gemeinde im Okres Snina (Prešovský kraj) im äußersten Osten der Slowakei mit 74 Einwohnern (Stand 31. Dezember 2024) in der traditionellen Landschaft Zemplín.

## Geographie
Die Gemeinde befindet sich im Ostteil des Vorgebirges Beskydské predhorie, unterhalb der geomorphologischen Einheit Nastaz des nördlich liegenden Gebirges Bukovské vrchy, am Zusammenfluss der Bäche Volovský potok und Stavec im Einzugsgebiet der Ublianka. Das Ortszentrum liegt auf einer Höhe von 275 m n.m. und ist 24 Kilometer von Snina entfernt (Straßenentfernung).
Nachbargemeinden sind Ulič im Norden und Nordosten, Brezovec im Osten, Ubľa im Südosten und Klenová im Süden, Südwesten, Westen und Nordwesten.

## Geschichte

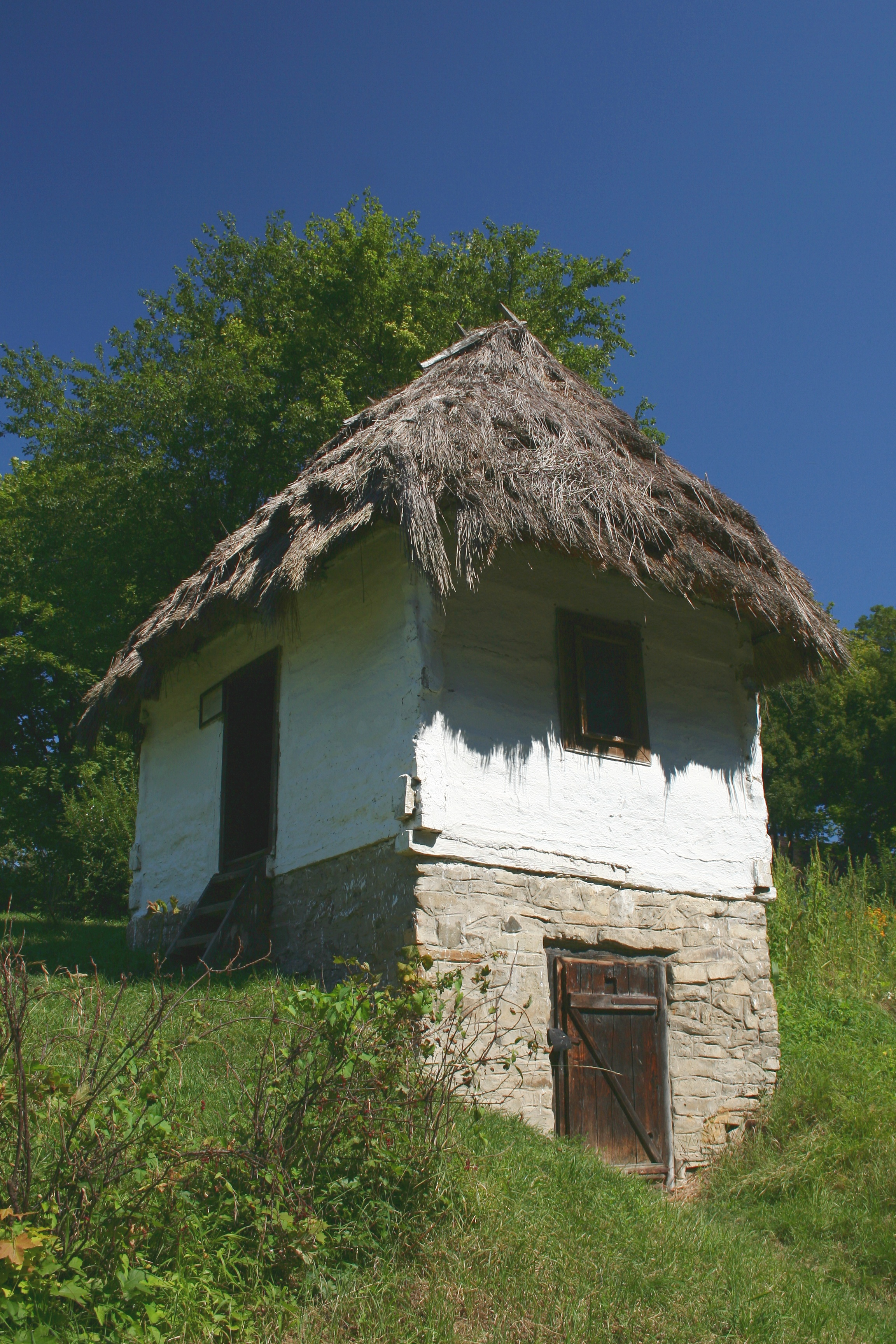
Ein traditioneller Speicher und Keller aus Ruská Volová, heute im Freilichtmuseum in Humenné ausgestellt

Ruská Volová wurde in der zweiten Hälfte des 16. Jahrhunderts gegründet und zum ersten Mal 1609 als Oroszvoloua schriftlich erwähnt. Das Dorf war Teil der Drugeth'schen Herrschaft von Humenné, vom 17. bis zum 20. Jahrhundert war es Besitz der Familie Barkóczy beziehungsweise Hadik-Barkóczy. 1720 gab es eine Mühle und 11 Haushalte. 1787 hatte die Ortschaft 19 Häuser und 166 Einwohner, 1828 zählte man 46 Häuser und 358 Einwohner, die als Viehzüchter und Waldarbeiter tätig waren.
Bis 1918 gehörte der im Komitat Semplin liegende Ort zum Königreich Ungarn und kam danach zur Tschechoslowakei beziehungsweise heute Slowakei. Nach 1918 waren die Einwohner vor allem als Landwirte beschäftigt. Als Folge des Slowakisch-Ungarischen Kriegs war der Ort von 1939 bis 1944 noch einmal Teil Ungarns. Nach dem Zweiten Weltkrieg pendelte ein Teil der Einwohner zur Arbeit in Industriebetriebe im tschechischen Landesteil der Tschechoslowakei, die Landwirte waren privat organisiert.

## Bevölkerung
| Jahr                | 1994 | 2004     | 2014     | 2024     |
| ------------------- | ---- | -------- | -------- | -------- |
| Anzahl der Personen | 162  | 129      | 103      | 74       |
| Unterschied         |      | −20,37 % | −20,15 % | −28,15 % |

| Jahr                | 2023 | 2024    |
| ------------------- | ---- | ------- |
| Anzahl der Personen | 75   | 74      |
| Unterschied         |      | −1,33 % |

Nach der Volkszählung 2011 wohnten in Ruská Volová 111 Einwohner, davon 84 Russinen, 22 Slowaken und ein Ukrainer. Vier Einwohner machten keine Angabe zur Ethnie.
90 Einwohner bekannten sich zur orthodoxen Kirche, 14 Einwohner zur griechisch-katholischen Kirche und zwei Einwohner zur römisch-katholischen Kirche. Bei fünf Einwohnern wurde die Konfession nicht ermittelt.

## Bauwerke
- griechisch-katholische Kirche Geburt des Hl. Johannes des Täufers im neoklassizistischen Stil aus dem Jahr 1891[6]

## Verkehr
Nach Ruská Volová führt nur die Cesta II. triedy 566 („Straße 2. Ordnung“) von einer Kreuzung mit der Cesta I. triedy 74 („Straße 1. Ordnung“) zwischen Ladomirov und Ubľa heraus. Eine begonnene, aber nicht fertiggestellte Weiterführung hätte nach Ulič führen sollen. Der nächste Bahnanschluss ist in Stakčín an der Bahnstrecke Humenné–Stakčín.